# ماري سيلفا
ماري سيلفا هي لاعبة جمباز إيقاعي برازيلية، ولدت في 15 أكتوبر 1997.